# SN61
SN61 – wagony silnikowe wyprodukowane dla PKP w liczbie 250 sztuk, w latach 1960-1975, w zakładach Ganz-MÁVAG na Węgrzech. Potocznie nazywane clayton, od zastosowanego kotła parowego.

## Konstrukcja
SN61, będący rozwinięciem wcześniej produkowanych SN52 i SN60, to wagon silnikowy, napędzany 12-cylindrowym wysokoprężnym silnikiem spalinowym typu 12 JV 17/24 systemu Ganz-Jendrassik (w końcowej serii 50 sztuk zastąpiony silnikiem Henschel) o mocy 500 KM przy 1250 obr./min. Na obu końcach wagon posiada stanowiska sterownicze i możliwe jest sterowanie wielokrotne nawet trzema pracującymi wagonami tego typu. Jeden wagon może prowadzić do trzech wagonów doczepnych (tak więc najdłuższy skład będzie złożony z 3 wagonów silnikowych SN61 i 9 wagonów doczepnych), także w okresie zimowym, ze względu na zamontowany kocioł ogrzewczy typu Clayton RO 500 (służący głównie do ogrzewania wagonów doczepnych). Sam wagon zaś ogrzewany może być przy pomocy wody z układu chłodzenia silnika.
Pudło wagonu spoczywa na dwóch dwuosiowych wózkach, z których jeden jest wózkiem napędnym, a drugi tocznym. Za przedziałem sterowniczym, nad wózkiem napędnym znajduje się przedział silnikowy. W przedziale tym znajduje się silnik spalinowy osłonięty izolowaną maską, urządzenia ssące i wydechowe, zbiornik paliwowy, wodny oraz szafy z zaworami. Do przedziału silnikowego przylega przedział bagażowy. Dalszą część wagonu zajmują dwa przedziały dla podróżnych oraz przedsionek wejściowy. Za przedziałami pasażerskimi w tylnej części wagonu znajduje się przedział ogrzewczy oraz ubikacja.
Na oszalowanie wnętrza wagonu użyto wielowarstwowej sklejki bukowej, przy czym ściany boczne w przedziałach pasażerskich i przedsionkach są politurowane, a sufit malowany na biało. W przedziale silnikowym i ogrzewczym ściany wewnętrzne pokryte są blachą aluminiową. Podłoga wagonu wykonana jest z dwóch grubych warstw specjalnie sklejanych płyt drewnianych, między którymi znajduje się warstwa materiału izolacyjnego. Całość pokryta jest płytami korkowymi i linoleum. W przedziale ogrzewczym do izolacji użyte są płyty azbestowe. Między zewnętrzną blachą a wewnętrznym pokryciem ścian bocznych i czołowych oraz między dachem a sufitem, znajdują się arkusze izolacyjne z folii aluminiowej.
Rozstaw ławek w przedziałach pasażerskich wynosi 1600 mm. Usytuowanie siedzeń ma układ 2-2 z przejściem pośrodku wagonu. Siedzenia i oparcia wykonane są z gąbczastej masy i pokryte sztuczną skórą. Pod każdym oknem znajduje się kosz na odpadki (a w przedziale dla palących dodatkowo popielniczki). Półki na bagaż wykonane są ze stopu lekkiego i rozmieszczone są wzdłuż ścian bocznych.
Okna w ścianach czołowych zaopatrzone są w wycieraczki szyb, przy czym prawe okno posiada elektryczną wycieraczkę, zaś lewe ręczną. W czasie zimy okna są podgrzewane. Stanowisko maszynisty wyposażone jest w szybę przeciwsłoneczną. Ponadto w przedziale sterowniczym wagonu znajduje się telefon służący do porozumiewania się obsługi między sobą.
Wagon wyposażony jest w samoczynny hamulec powietrzny typu Hildebrand Knorr, w hamulec powietrzny bezpośrednio działający oraz hamulec ręczny. Najkrótsza droga hamowania wagonu obciążonego z maksymalnej szybkości na równym odcinku wynosi około 700 m.

## Eksploatacja
Spalinowe wagony silnikowe typu SN61 były przeznaczone do obsługi pociągów podmiejskich i szybkich ekspresów. W Polsce w latach 70. prowadziły pociągi ekspresowe w tym m.in. "Tatry" z Warszawy do Zakopanego. Wraz z postępującą elektryfikacją sieci PKP wagony serii SN61 przejęły obsługę pociągów w ruchu lokalnym głównie w dawnej Dyrekcji Gdańskiej i Szczecińskiej. W latach 1976 i 1985 dwa wagony SN61-170 i SN61-537 przystosowano do prac rewizyjnych przy konserwacji sieci trakcyjnej i oznaczono nową serią SR61.
Ostatecznie wagony SN61 wycofano z planowej eksploatacji na początku lat 90. XX wieku. Dwa egzemplarze (SN61-168 i SN61-183) pozostawiono w stanie czynnym. Wagon SN61-168 zbudowany w roku 1971 znajduje się w zbiorach Skansenu taboru kolejowego w Chabówce, natomiast SN61-183 z roku 1972 stacjonuje w Szczecinie (nabyty w 2010 r. przez województwo zachodniopomorskie). Oba pojazdy są w pełni sprawne. Uczestniczą one w przejazdach okolicznościowych. Dwa SN61 (SN61-549 i SN61-86) znajdują się w skansenie w Kościerzynie, a jeden (mocno zniszczony) w Muzeum Przemysłu i Kolejnictwa na Śląsku w Jaworzynie Śląskiej.

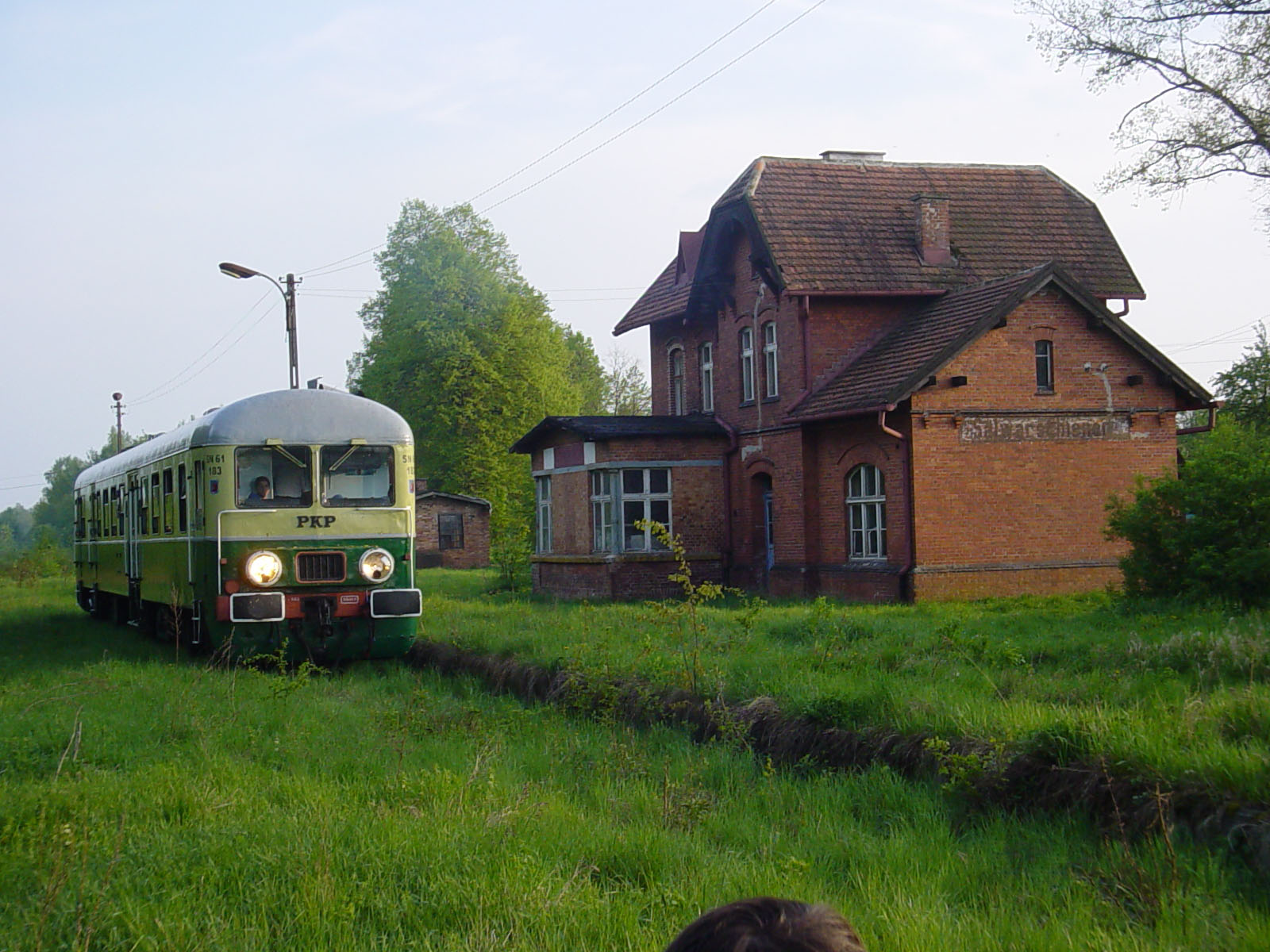
Zachowany SN61-183 na stacji Kanie Iławeckie
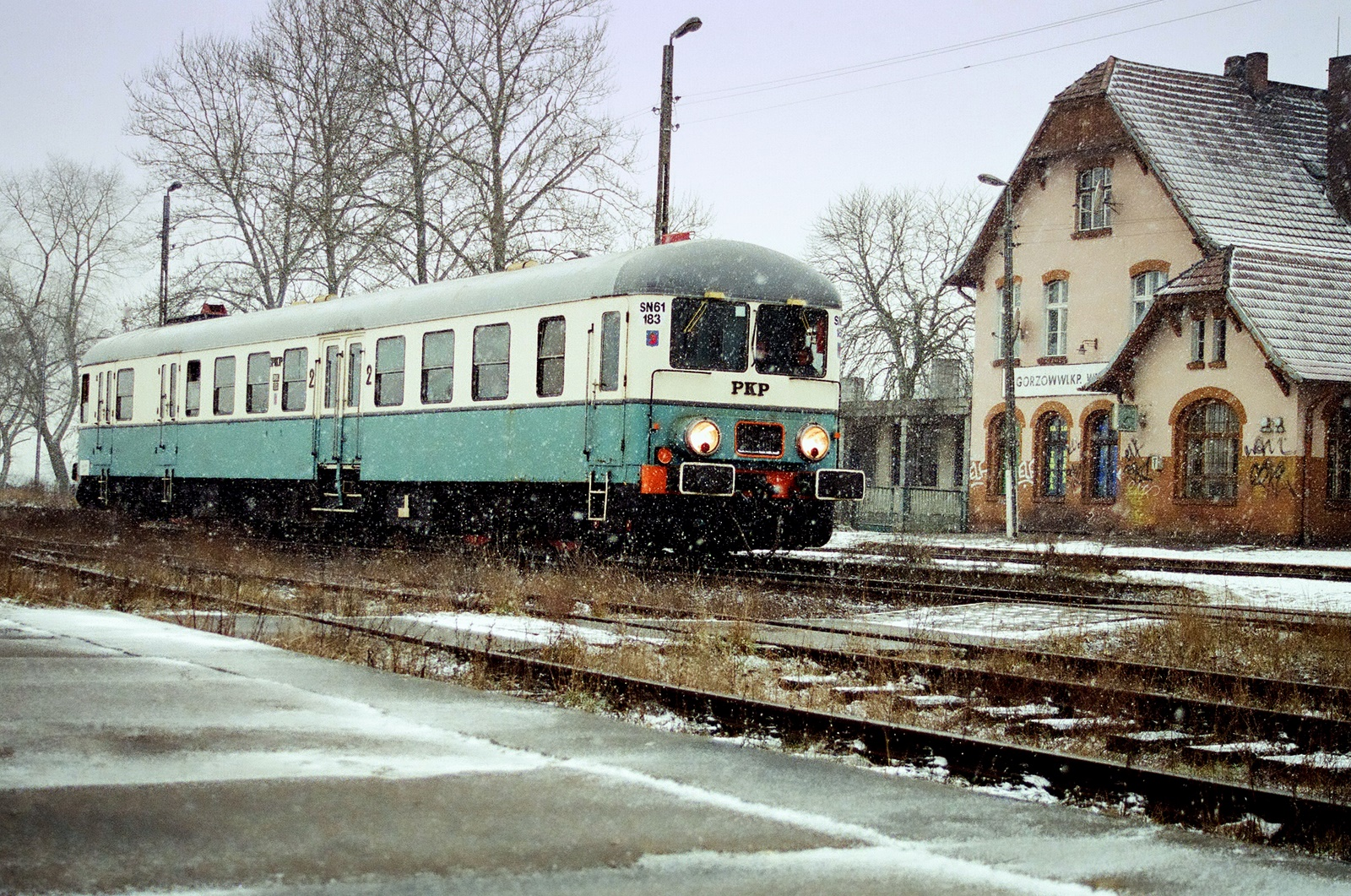
SN61-183 na stacji Gorzów Wlkp. Wieprzyce
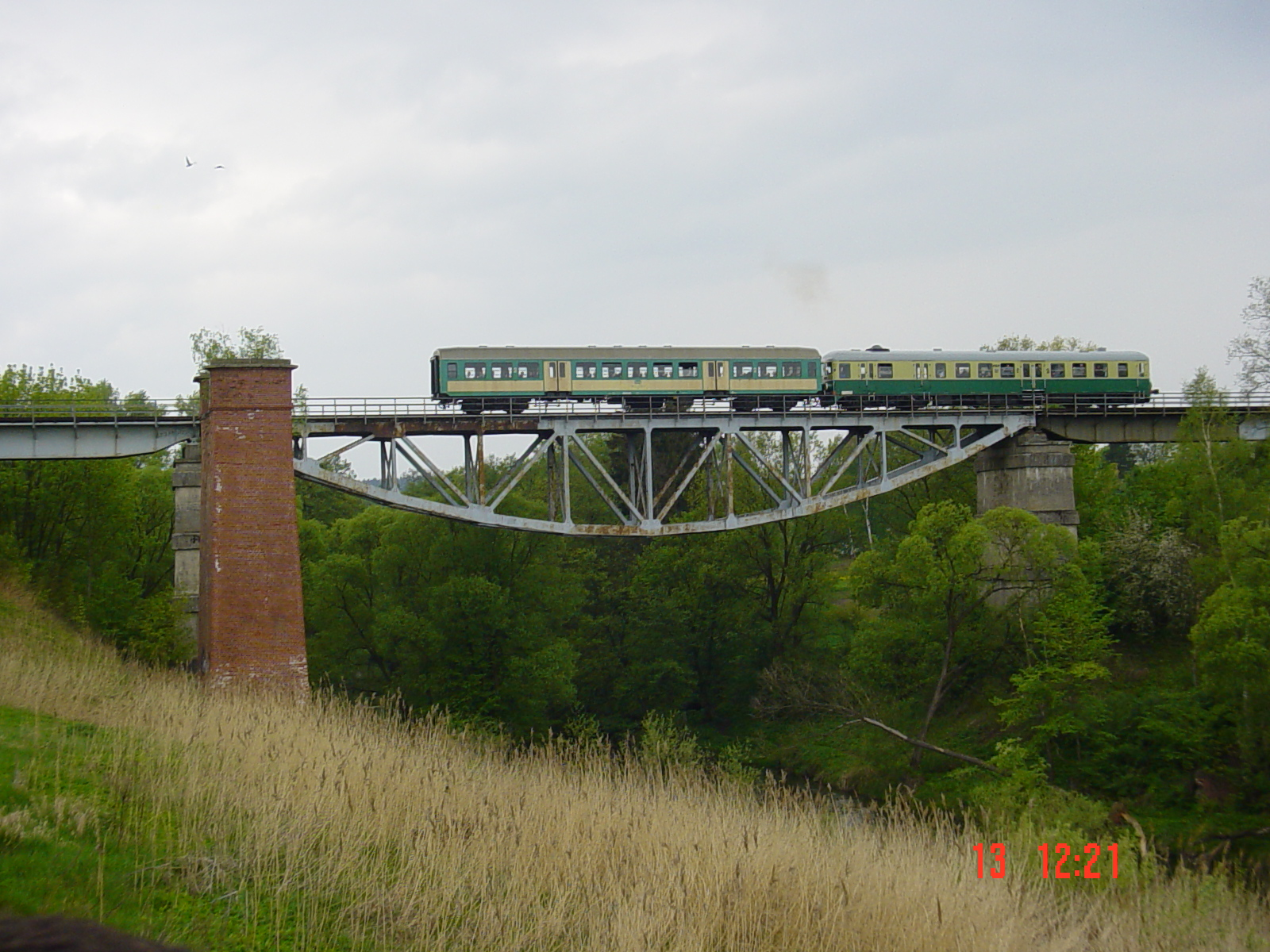
SN61-183 z wagonem doczepnym, Lidzbark Warmiński
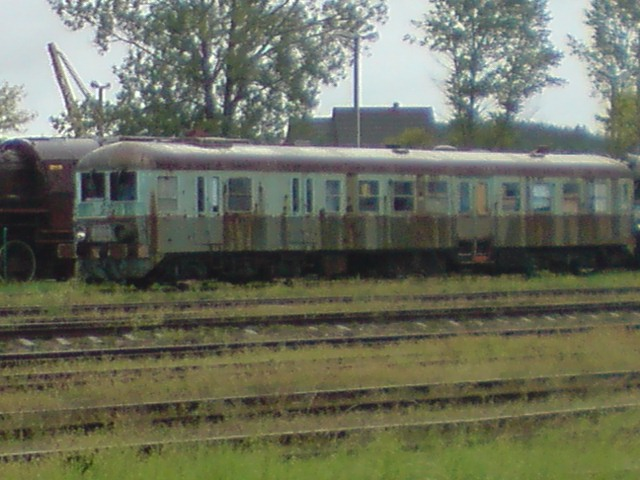
SN61-549 za płotem skansenu w Kościerzynie
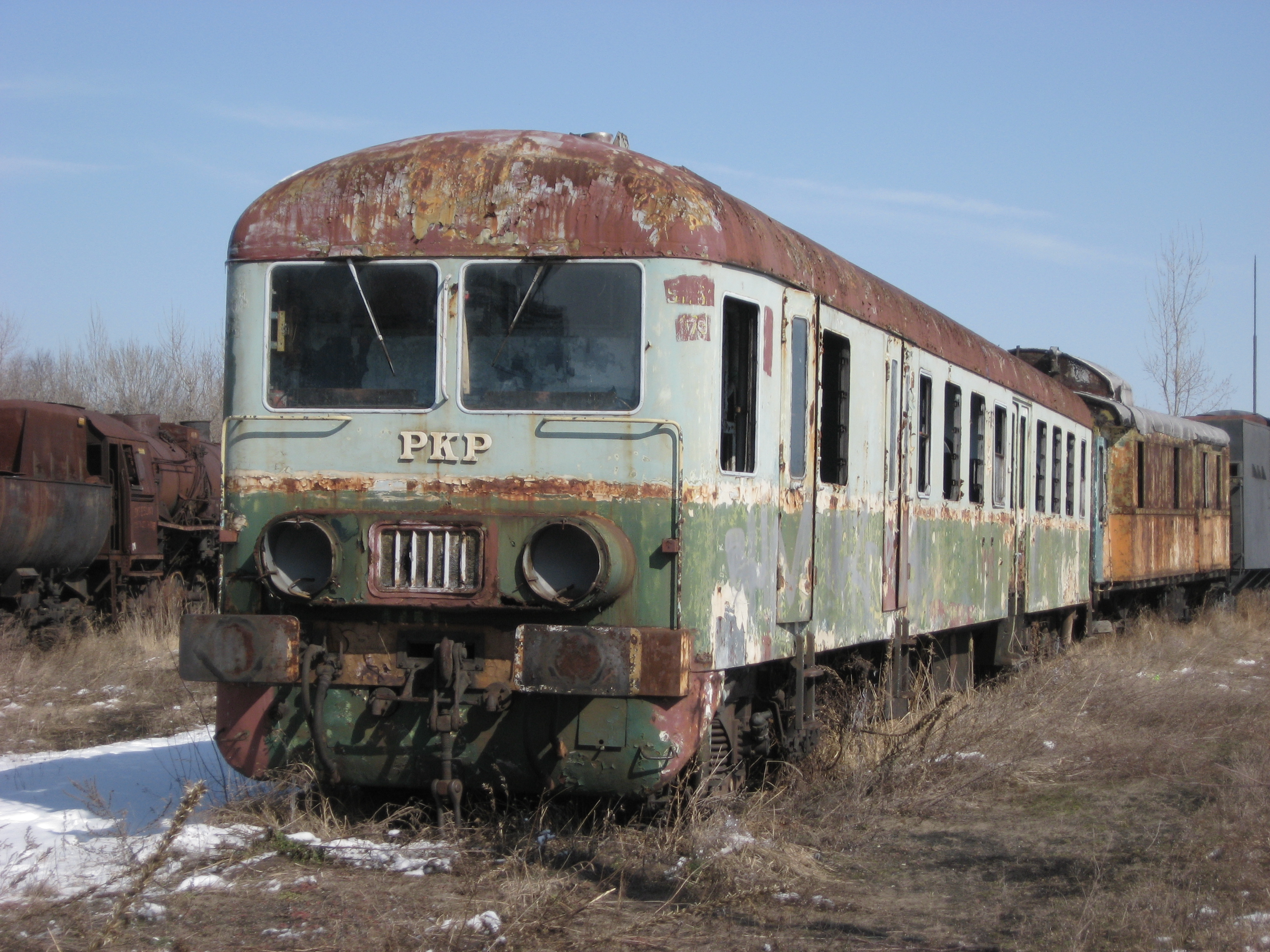
SN61 w Jaworzynie Śląskiej
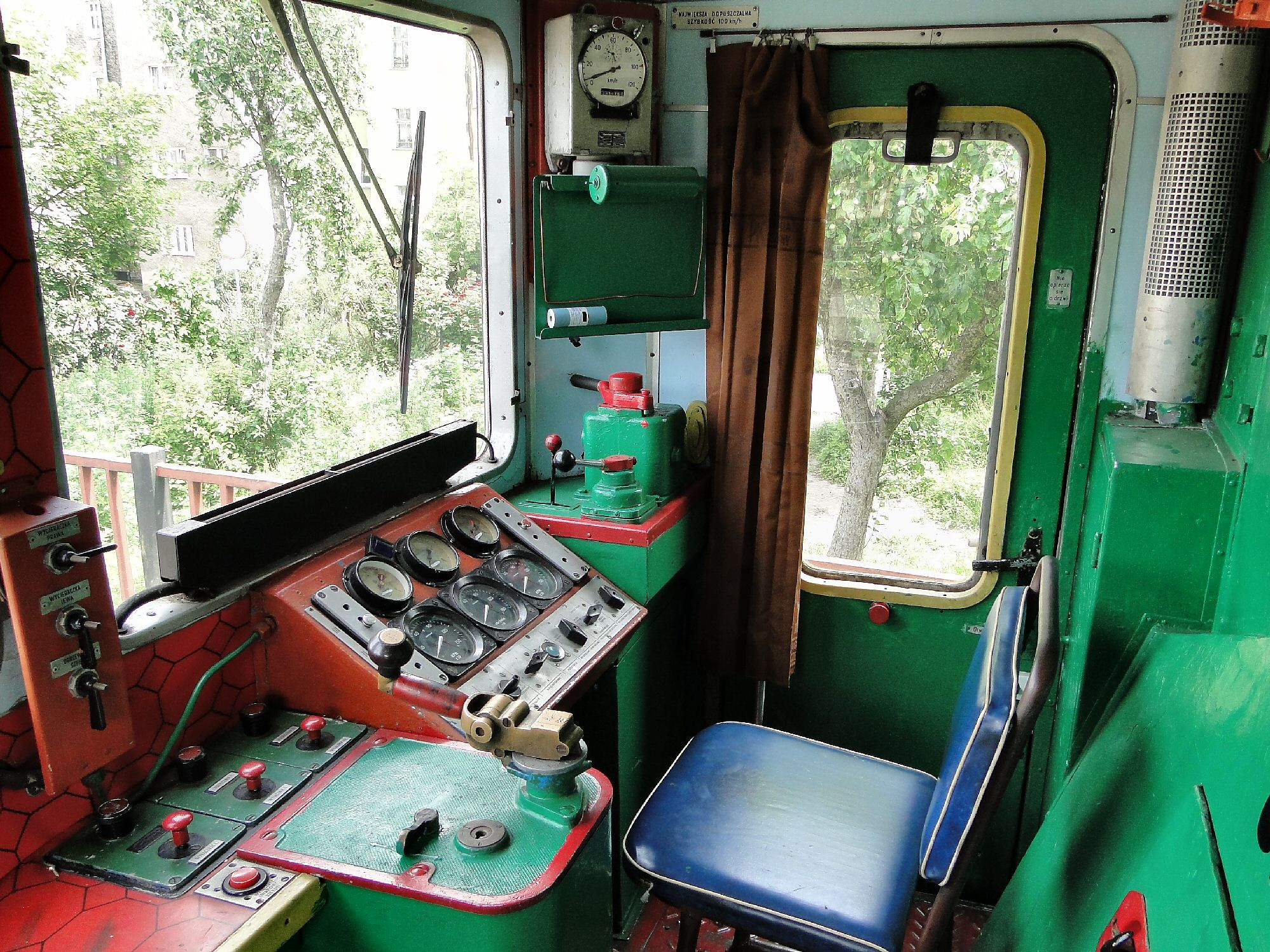
Stanowisko maszynisty
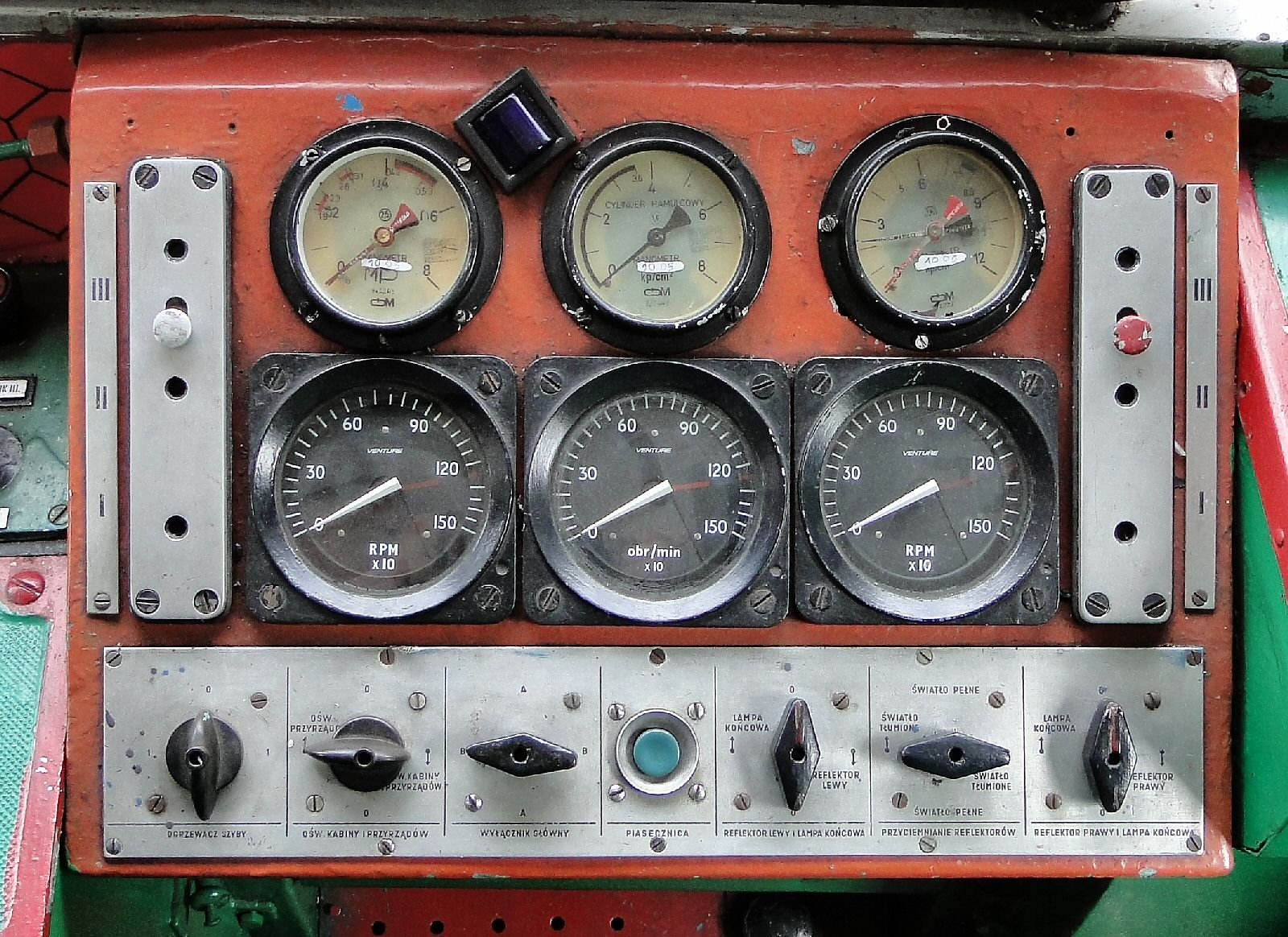
Tablica przyrządów maszynisty
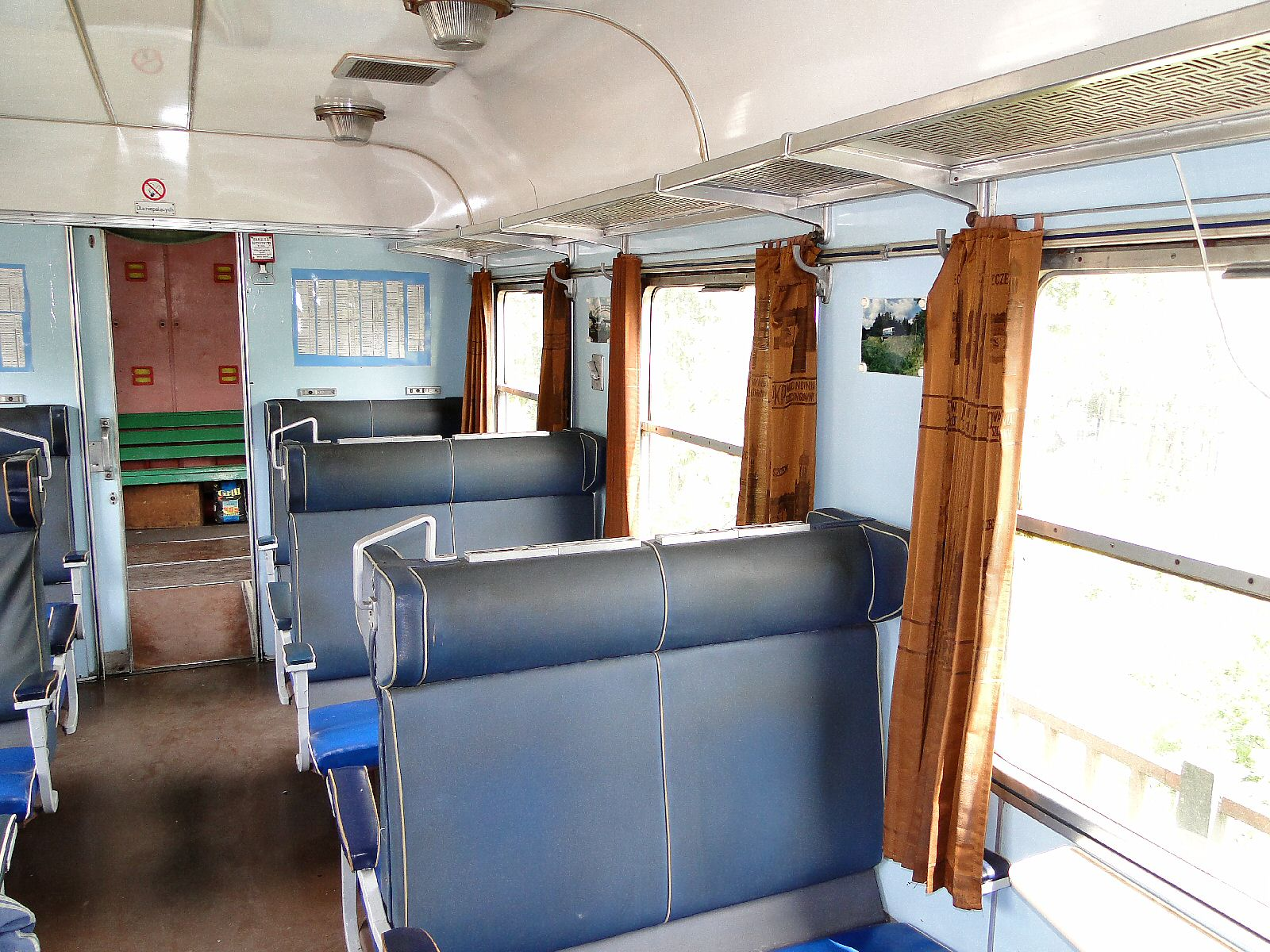
Przedział pasażerski
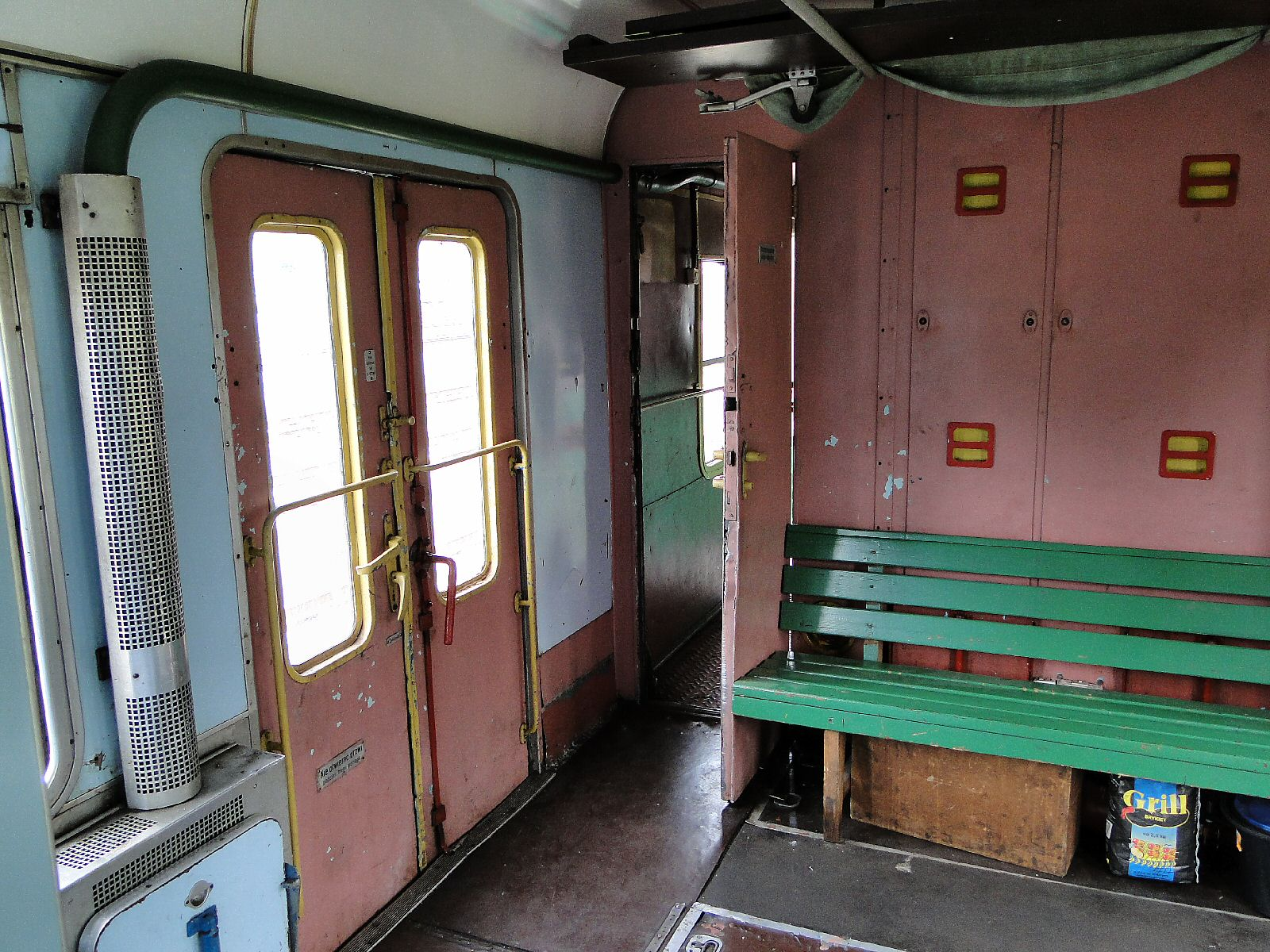
Drzwi
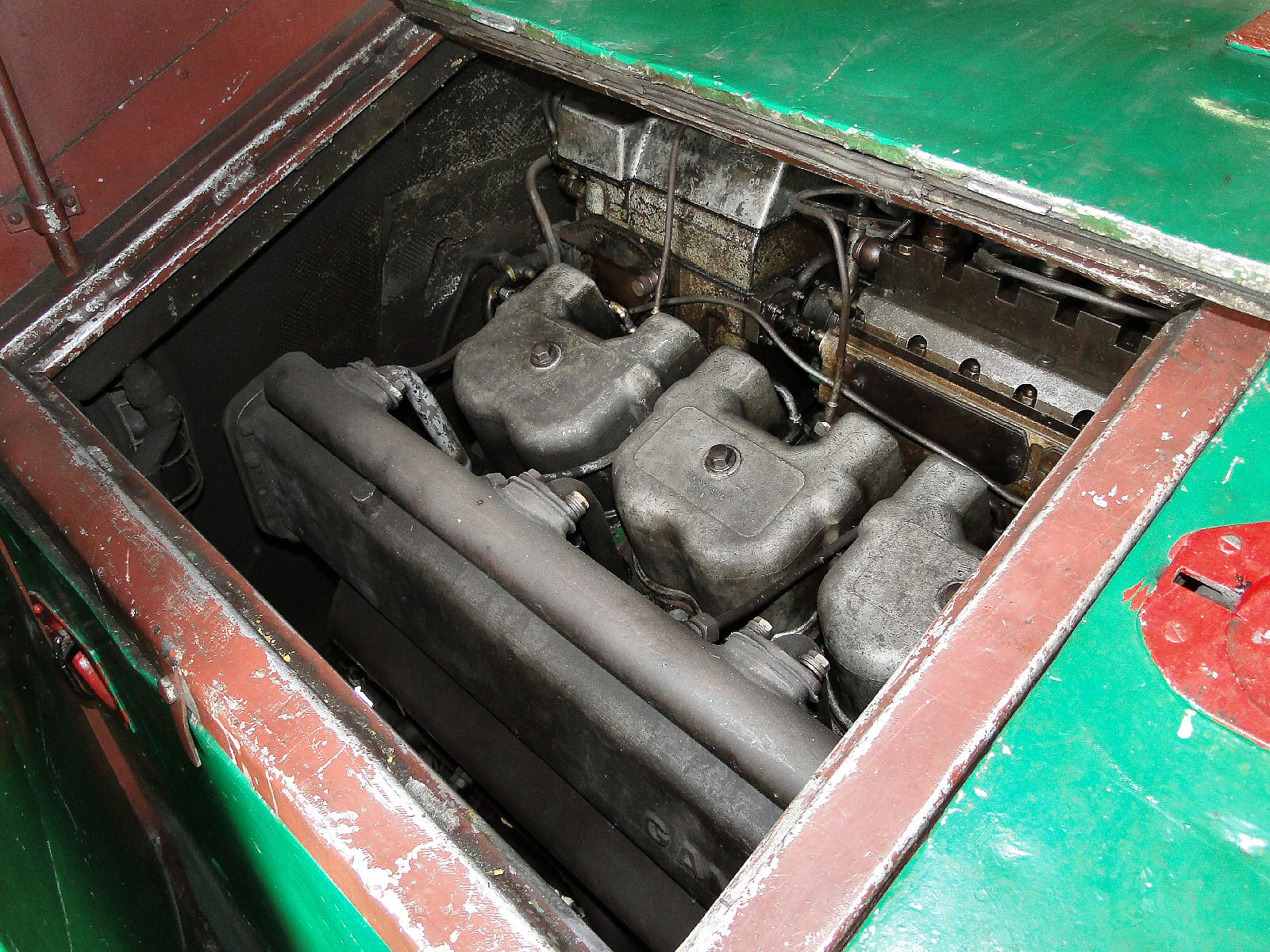
Komora silnika
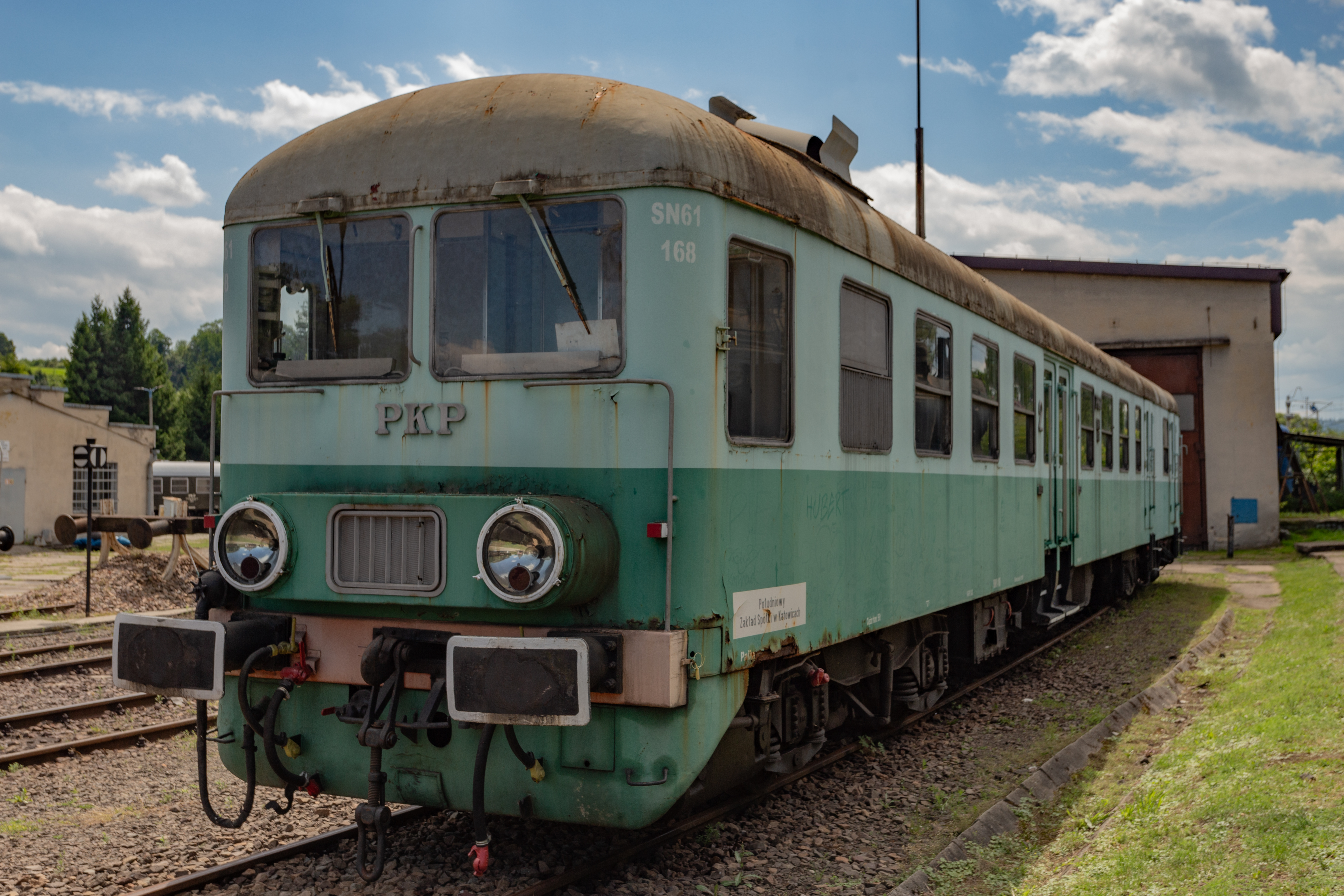
SN61-168 zachowany w Skansenie w Chabówce (2025)
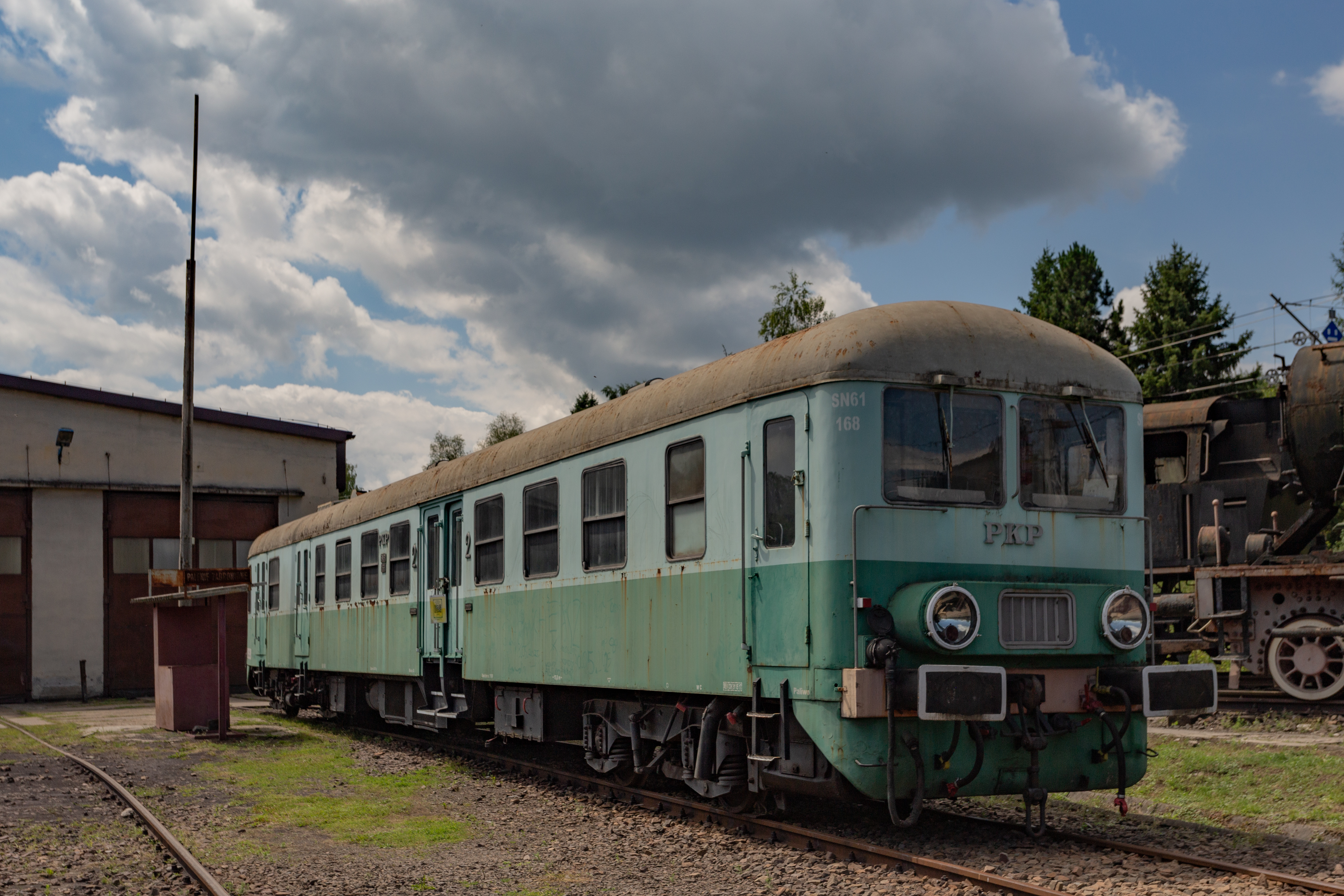
SN61-168 zachowany w Skansenie w Chabówce (2025)
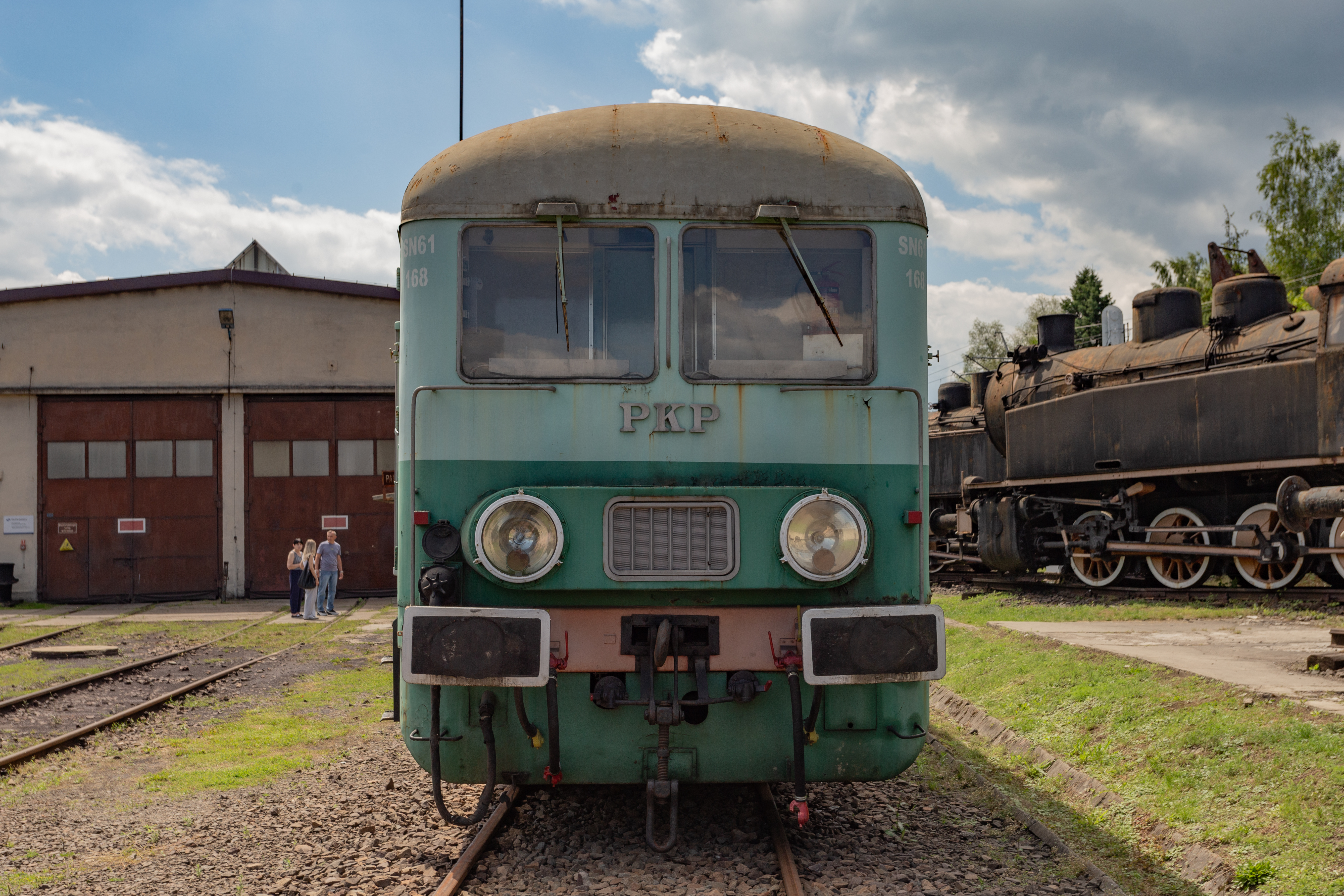
SN61-168 zachowany w Skansenie w Chabówce (2025)